# 謝元洪
謝元洪（?—?），浙江省紹興府山陰縣人，清朝政治人物、同進士出身。
光緒二十一年（1895年），参加光緒乙未科殿試，登進士三甲76名。同年五月，以主事分部学习。